# Puška dvocijevka
Puška dvocijevka je vrsta puške s dvije cijevi smještene jedna do druge. U svaku cijev stane po jedan metak: da bi se metak stavio u cijev, puška se preklopi na dva dijela i metak se ručno stavi u svaku cijev. Inače se koristi za lov. Koristi razne vrste metaka, ovisno o cijevi. Može koristiti sačmu ili klasične metke. U lovu se koristi za lov na divlju perad (sačma) ili krupnu divljač. Dodavanjem treće cijevi iznad ili ispod nastaje trocijevka.

## Vanjske poveznice
- puška Hrvatska enciklopedija. LZMK
- strjeljačko oružje Hrvatska enciklopedija. LZMK